# Parandak
Parandak is de hoofdstad van de provincie Markazī van Iran en telt 6886 inwoners (2016).

## Geboren
- Jahangir Razmi (1947), Iraans fotograaf
- Kader Abdolah (1954), Iraans-Nederlands schrijver
- Mansour Bahrami (1956), Iraans seniorproftennisser

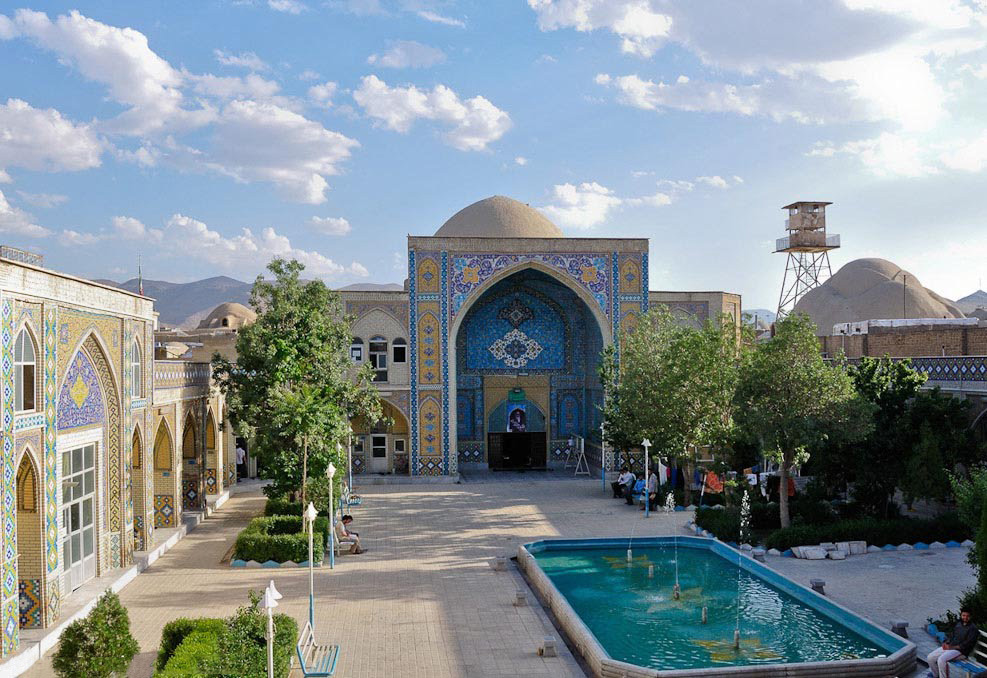
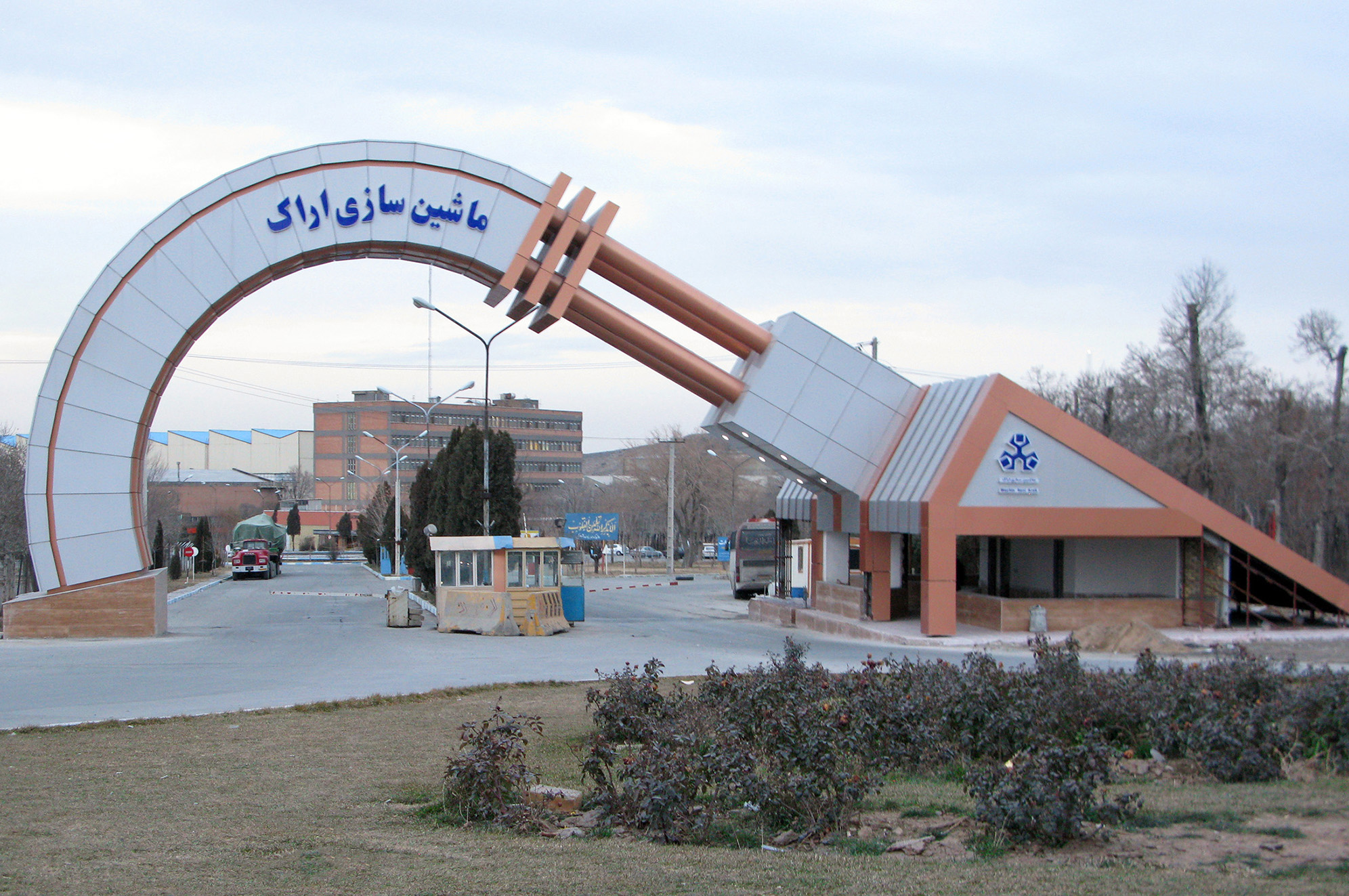